# Copelatus irregularis
Copelatus irregularis är en skalbaggsart som beskrevs av W. J. Macleay 1871. Copelatus irregularis ingår i släktet Copelatus och familjen dykare. Inga underarter finns listade i Catalogue of Life.